# La Méaugon
La Méaugon är en kommun i departementet Côtes-d'Armor i regionen Bretagne i nordvästra Frankrike. Kommunen ligger i kantonen Ploufragan som tillhör arrondissementet Saint-Brieuc. År 2022 hade La Méaugon 1 326 invånare.

## Befolkningsutveckling
Antalet invånare i kommunen La Méaugon
Referens:INSEE